# 怀政郡
怀政郡，中国南北朝时设置的郡。
北齐置怀政郡，治离石镇（今山西吕梁市），属西汾州。辖境相当今山西省吕梁市、柳林县、中阳县、石楼县、方山县、临县等地。天保三年（552年）离石镇改为昌化县。北周建德六年（577年）改为离石郡。